# المركز الدولي للهجرة والصحة
المركز الدولي للهجرة والصحة والتنمية (بالإنجليزية:International Centre for Migration and Health) هي منظمة غير ربحية تتخذ من جنيف في سويسرا مقراً لها. ويركز المركز على البحوث والتدريب والسياسة، وتأسس المركز في عام 1995 بهدف حماية ومناصرة الشعب والمحافظة على صحته ورفاهيته.